# ماریو باروسو
ماریو باروسو (پرتغالی: Mário Barroso؛ زادهٔ ۱۵ اوت ۱۹۴۷) کارگردان فیلم، فیلم‌بردار و بازیگر اهل پرتغال است.
از فیلم‌هایی که وی در آن نقش داشته‌است، می‌توان به دره آبراهام اشاره کرد.